# Государственная премия Азербайджанской Республики
Государственная премия Азербайджанской Республики — премия, вручаемая деятелям науки и культуры Азербайджанской Республики. Была учреждена 3 марта 2004 года указом Президента Азербайджанской Республики и выдается с 2010 года.

## Сведения
Государственная премия присуждается авторам, являющимися гражданами Азербайджанской Республики, за работы, внесшие значительный вклад в развитие науки, техники, архитектуры, культуры и литературы и других областях, фундаментальные и прикладные научные исследования, научные открытия и изобретения, помогающие экономическому развитию, а также применение передового производственно-технического опыта и теоретических исследований.
Помимо денежных средств, лауреатам Государственной премии вручаются диплом и нагрудный знак лауреата Государственной премии Азербайджанской Республики.

## Описание
Почетный знак лауреата Государственной премии Азербайджанской Республики состоит из медали и слепка. Диаметр круглой медали из золота составляет 27 мм, толщина – 3 мм. На лицевой стороне медали изображены символ пламени и лавровая ветвь. По верхней дуге оборотной стороны медали выгравированы слова «Азербайджанская Республика», на лицевой стороне выгравированы слова «Лауреат Государственной Премии», а в нижней части выгравирован номер медали. Изображения и текст выделены жирным шрифтом.
Медаль крепится к форме через небольшое кольцо. Ширина (в центральной части) полукруглой формы 15 мм, длина 27 мм. Лицевая сторона формы покрыта лентой из трехцветной ткани, соответствующей Государственному флагу Азербайджанской Республики. Медаль крепится к одежде с помощью специального элемента на обратной стороне формы.